# BAL Bashkirian Airlines
BAL Bashkirian Airlines (Russisch: «Башкирские авиалинии») was een Russische luchtvaartmaatschappij met haar thuisbasis in de Basjkierse hoofdstad Oefa. Van daaruit voerde zij passagiers-, vracht- en chartervluchten uit zowel binnen als buiten Rusland.

## Geschiedenis
BAL Bashkirian Airlines werd in 1993 opgericht als Bashkirian Airlines en was de opvolger van Aeroflots Basjkierse divisie. In 1994 werd de huidige naam ingevoerd. In 2006 werd BAL Bashkirian Airlines failliet verklaard en opgevolgd door Air Bashkortostan.

## Diensten
BAL Bashkirian Airlines voerde lijndiensten uit naar (juli 2005)
Binnenland:
Adler-Sotsji, Anapa, Krasnodar, Moskou, Nadym, Nizjnevartovsk, Norilsk, Novy Oerengoj, Sint-Petersburg, Soergoet en Oefa.
Buitenland:
Simferopol, Jerevan

## Vloot
De vloot van BAL Bashkirian Airlines bestond uit: (okt.2006)
- 1 Tupolev TU-154M
- 2 Tupolev TU-134A
- 1 Antonov AN-74

## Incidenten
In 2002 kwam een Tupolev Tu-154 (vlucht 2937) van deze luchtvaartmaatschappij boven het luchtruim van Überlingen in botsing met een Boeing 757 van de pakketdienst DHL waarbij alle inzittenden van beide vliegtuigen om het leven kwamen.